# 훌렌 게레로
훌렌 게레로 로페스(스페인어: Julen Guerrero López, 1974년 1월 7일 ~ )는 은퇴한 스페인의 축구 선수이다. 주 포지션은 공격형 미드필더이다. 양발을 모두 사용했으며, 슈팅 능력이 뛰어났다.

## 클럽 경력
1982년 8살의 나이에 아틀레틱 빌바오의 유스팀에 들어가 그곳에서 축구를 시작했다. 이후 아틀레틱 빌바오의 리저브 팀인 빌바오 아틀레틱에 들어갔다. 1992년 9월 1군 팀에서 데뷔했으며, 2시즌 동안 28골을 넣었다. 1994년 스페인 올해의 축구선수 상을 받기도 한 그는, 레알 마드리드 CF, FC 바르셀로나, 아틀레티코 마드리드, 유벤투스, SS 라치오, 맨체스터 유나이티드등 많은 팀들의 이적 제의를 받았으나 이를 거절하고, 아틀레틱 빌바오와 10년 재계약을 맺었는데, 이는 팀 역사상 최고로 긴 계약이다. 이후 2006년까지 아틀레틱 빌바오에서 뛰었고, 2006년 7월 11일 은퇴를 선언했다.

## 국가대표팀 경력
그는 스페인 축구 국가대표팀의 일원으로서 활약했는데, 41경기에 나와 13골을 넣었다. 그는 또한 바스크 축구 국가대표팀의 일원이기도 했는데, 그는 바스크 축구 국가대표팀의 최다출장선수이자 최다득점선수이다.

## 기타
현재 빌바오에서 식당을 운영중이다.

## 같이 보기
- 원클럽맨 명단